# Alcyonidium irregulare
Alcyonidium irregulare is een mosdiertjessoort uit de familie van de Alcyonidiidae. De wetenschappelijke naam van de soort is voor het eerst geldig gepubliceerd in 1962 door Kluge.